# Tarot

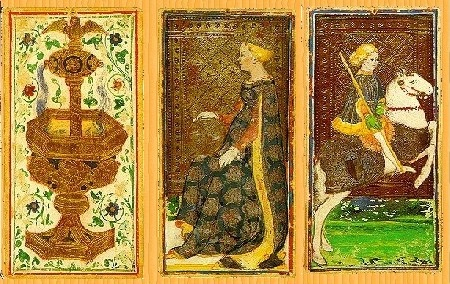
Visconti-Sforza tarot-pakli pár lapja

A tarot egy 78 lapból álló kártyacsomag, melyet kártyajátékra és jóslásra használnak. A kártyák egyik oldalán szimbolikus képek találhatók, a másik oldaluk egyforma színű és mintázatú.

## A tarot története
A tarot-kártya eredete ismeretlen. Vélhetően Keletről származik, cigány jövendőmondók, egyiptomi mamelukok és mór hódítók terjeszthették el Európában. Az első írásos feljegyzés a kártya létezéséről 1442-ből, vagy 1390-ből származik.

### Néhány érdekesség a tarot eredetéről
A tarot keletkezéséről megoszlanak a vélemények. Vannak, akik Atlantisz ősi tudását vélik benne „felfedezni”, de sokan csak egy egyszerű, szórakoztató jóskártyának tekintik.
A kártyákról elsőnek egy 1377-ben keltezett dokumentumban tettek említést, amelyben betiltották a használatát. Ennek ellenére elterjedését nem tudták megállítani, és a világ nagyobb városaiban rövid időn belül ismertté vált. A középkor kommunikációs lehetőségeit és a könyvnyomtatás hiányát figyelembe véve, ez nem volt elhanyagolható tényező akkoriban.
A mai játékkártyák szerzetileg sok hasonlóságot mutatnak a tarot lapjaival. A kis arkánum négy színe a legtöbb mostani játékkártyajátékban is megtalálható. A nagy arkánum Bolond kártyája mára dzsókerként vált ismertté.
Nagy a hasonlóság a tarot és egy Indiából származó cigánykártya, vagy vetőkártya között. E kártya szimbólumrendszere generációkon át szájhagyomány útján terjedt, akárcsak a kártyavetés „tudománya”. Különös figyelmet fordítva arra, hogy az avatatlanok ne nyerjenek betekintést. A fent említetteken kívül más kapcsolat nem áll fent a két kártya között, kivéve, ha lealacsonyítva a tarot tudását, jóskártyaként fogadjuk el.
Egy másik történet szerint Mózes az egyiptomi papok által őrzött titkot a tarot képében vitte magával Izrael népének kivonulásakor, Palesztinába. Ezt alátámasztani látszik az a szoros kapcsolat, amely a tarot és a Kabbala, valamint a héber ábécé között kétségkívül fennáll. Ilyen párhuzam a nagy arkánum 22 lapja és a 22 héber betű, de a betűk és a lapok közötti kapcsolat is. A Kabbala a tíz különleges isteni tulajdonságot ábrázoló szefírája alkotta köröket, a 22 beavatási út köti össze. A 22 út az isteni tulajdonságokkal összhangban éppúgy megtalálható a héber ábécében, mint a tarot a nagy arkánumának lapjain. Ez értelmezhetjük úgy, hogy a tarot mutatja az utat a Kabbala világába.
Gyakorlatilag két különböző rendszerű kártyacsomag kombinálása a tarot-kártya. A legismertebb nézőpont szerint a 22 lapot tartalmazó nagy arkánum eredetileg is jövendölésre készült, melyet az egyes lapok témái bizonyítanak. A legkorábbi ábrázolásokon klasszikus európai, pontosabban észak-itáliai motívumok, hivatások jelennek meg mint származás mutatók. Az 56 lapból álló kis arkánum pedig kétségtelenül Keletről származik. Az 1500-as években készült, négy elemet tartalmazó (Botok, Kelyhek, Kardok, Érmék), Négy Mameluk elnevezésű kártyajáték lapjain jellegzetes keleti ornamentikával találkozhatunk. A két különböző kártyacsomag egyesítése után a nagy arkánum lapjai lettek az úgynevezett erős, vagyis trompf lapok, amelyek a komolyabb, nagyobb eseményekre utaltak.

## Jóslás
Már régóta a jövendölés egyik legnépszerűbb formája. A kártyalapok jelentése és értelmezése azonban nagyon is függ az egyes kártyajósoktól.
A jóslások néhány fajtája aleatórikus, véletlenszerű, vagyis a jóslásban használt elemek esetleges kiválasztásán múlik. Az aleatórikus szó a latin kockajátékos szóból ered, mivel a legegyszerűbb jóslási forma a kockavetés.
A kártyajóslás minden fajtájában szerepel a kérdező – aki tanácsot kér egy kérdés felvetésével – és a jövendőmondó, aki megadja a választ. A kártyákat kirakhatja a kérdező is, és a jós is. E tekintetben nincs egységes vélemény, mivel ez függhet az alkalmazott módszertől is. A legfontosabb azonban az, hogy mindkét fél a kérdésre koncentráljon, mert egy komolytalan vagy pontatlanul feltett kérdés hasonlóan pontatlan választ eredményezhet.
Aki kártyavetést tanul, az egyben megtanulja az álomfejtést is, hiszen a szimbólumok azonosak. A lapok számozva vannak, úgyhogy a számmisztika is hozzátartozik a tarot ismeretanyagához. Minden egyes kártyalap egy-egy alkotás, mely művészi értékkel bír, tehát a képek elemzésére is lehetőséget adnak.

## A tarotkártyacsomag
A Tarot kártyacsomag összesen 78 lapból áll: 22 Nagy Arkánumból és 56 Kis Arkánumból.

### Tarot-kártyacsomagok
A 15. század végére már a maihoz hasonló, 78 lapos kártyáról álló csomag vált ismertté, amelyet velencei tarotnak neveztek, a későbbiekben marseille-i tarotként híresült el. A marseille-i tarot máig is hozzáférhető az eredetivel azonos kiadásban, a szakirodalmak általában ezeket a lapokat kiáltják ki „eredetinek”. Jellegzetes, egyszerűen színezett lapjai erősen megosztják a hozzáértőket, abban azonban egyetértenek, hogy szimbólumrendszere valóban a ma kapható lapok eredetiének tekinthetőek.
A Visconti-Sforza néven ismert velencei változatára nagy hatással volt az olasz reneszánsz. Sokan ez utóbbit jegyzik „eredetiként”. Ezeken a lapokon szembetűnő, hogy nincsenek rajta sem számok, sem nevek. Szimbólumai finomak, aprólékosak és tudatosak. A képek a két család (Viscontiak és a Sforzák) tagjait ábrázolják.
(Csak egy példa a kifinomult szimbólumrendszerére: az általánosságban elérhető kívánságot jelentő Csillag szinte ugyanúgy ábrázolja hölgyét, mint a többnyire nehéz utat jelképező Hold lapja. Avatatlan szem talán fel sem fedezi azt a finomságot, hogy a hölgy a Holdat fogja, míg a csillagot csak „mindjárt eléri” – ugyanakkor a Holddal a kezében nincs rajta cipő. Mezítláb megtéve ugyanazt az utat kétségkívül nehezebb és hosszabbnak tűnő).
A Rider-Waite tarot csomag a következő nagy „Tarot-dinasztia”, amely a 20. század elején készült el Arthur Edward Waite tervezésében, Pamela Colman Smith által megfestve, ez a sokak által ismert és használt pakli. Szimbólumrendszere annyira pontos és érthető, hogy kezdők számára sem okoz különösebb nehézséget annak használata. Ez volt az első olyan összeállítás, amelyeken a kis arkánumok is illusztráltak voltak, ami tovább könnyíti a kezdők számára a lapok értelmezését.
Aleister Crowley tarotja a „Thoth könyve” kártyacsomag alig pár évvel később jelent meg. Egyiptomi szimbolikára épül, szoros kapcsolatot tartva a Kabbalával. A lapokat Lady Frieda Harris festette meg a mester útmutatásai alapján. Thot az egyiptomi világba a mágia és a bölcsesség isteneként vonult be, és Crowley feltehetően ezzel is a Tarot misztériumára utalt.
Kazanlár Emil tarotcsomagját azért tartják különlegesnek, mert szakítva az eddigi hagyományokkal, nem követ egységes vallási vonalat (egyiptomi, héber stb.) Egy ökumenikus tarot, amely a nagy világvallások összhangjára hívja fel a figyelmet. Utalva ezzel a kis arkánum lapjain egymásba olvadó vallási szimbólumrendszerrel. Az indiai (botok), a magyar (kelyhek), perzsa (érmék), egyiptomi (kardok) világ vallási és történelmi nagy alakjai, jelenései találhatók rajtuk, ötvözve egy igen aprólékos szimbólumrendszerrel.

### A Nagy Arkánum
A Nagy Arkánum, vagy Nagy Arcana 22 figurális lapból áll.
- 0. vagy XXII. A Bolond – Eredetileg nem számozott, a mai francia kártya Jokerének korai megfelelője lehetett. – Sors, szerencse, vég(zet).
- I. A Mágus/A Varázsló: – Tudást kereső ember.
- II. A Főpapnő/A Nőpápa/A Papnő: – Intuíció, inspiráció, vagy annak hiánya.
- III. A Császárnő/Az Uralkodónő: – Nőiesség, szépség.
- IV. A Császár/Az Uralkodó: – Férfiasság, cselekvés.
- V. Pápa/Főpap/A Pap: – Tanács.
- VI. A Szerelmesek/A Szeretők/A Választás: – Döntés.
- VII. A Diadalszekér/A Kocsihajtó – Eredmények, siker, vagy a kudarc veszélye.
- VIII. Az Állhatatosság/Az Erő – Céltudatosság
- IX. A Remete – Idő, bölcsesség, visszahúzódás.
- X. A Szerencsekerék – Változás, megfontoltság, örök visszatérés.
- XI. Az Igazság/Az Igazságszolgáltatás – Óvatosság a tanácsok elfogadásában, saját sors irányítása.
- XII. Az Akasztott ember/A Felfüggesztett ember – Kényszerhelyzet, rugalmasság, alapvető változások.
- XIII. A Halál/A Nagy Arkánum – Változás átalakulás útján.
- XIV. A Megfontoltság/Az Angyal/A Mértékletesség – Mértékletesség, könyörület
- XV. Az Ördög – Testi vágyak, vonzalom, ellenség, óvatosság.
- XVI. A Torony – Büntetés, büszkeség, isteni sugallat.
- XVII. A Csillag – Új kezdet, öröm, üdvözülés.
- XVIII. A Hold – Változékonyság, bizonytalanság, félelmek, tudatalatti.
- XIX. A Nap – Pompa, egészség, vonzalom, gazdagság, boldogság.
- XX. Az Utolsó Ítélet/Az Ítélet – Büntetés vagy jutalom, a végső cél elérése.
- XXI. A Világ – Beteljesülés, harmónia.

### A Kis Arkánum
A Kis Arkánum, vagy Kis Arcana lapjai négy fő csoportra oszlanak, a Négy Elemet jelölve:
- Bot / Lándzsa – Tűz Elem: Erő, életenergia, ötlet, szív- és érrendszer.
- Kehely / Kupa – Víz Elem: Érzelem, lelki élet, vízháztartás.
- Kard / Nyíl – Levegő Elem: Ész, értelem, gondolkozás, tüdő, lélegzés.
- Érme / Dénár – Föld Elem: Anyagiak, biztonság, emésztőszervek, csont és izom.

A négy csoporton belül mindegyikhez tartozik négy-négy udvari kártya, egy Király, egy Királynő, egy Apród és egy Lovag. Ezenkívül egy-egy Ász, és kettestől tízesig a számozott lapok.
A Kis arkána összesen 56 lapból áll, ezen belül az Udvari lapok száma 16.

## Kirakási minták
A lapok kiterítésének a sorrendje és mintázata függ a kérdéstől és a kirakó személytől is. Lehet az egész pakliból húzni, de előfordul, hogy csak a Nagy Arkánum lapjait használják.

### Egyszerű kirakások

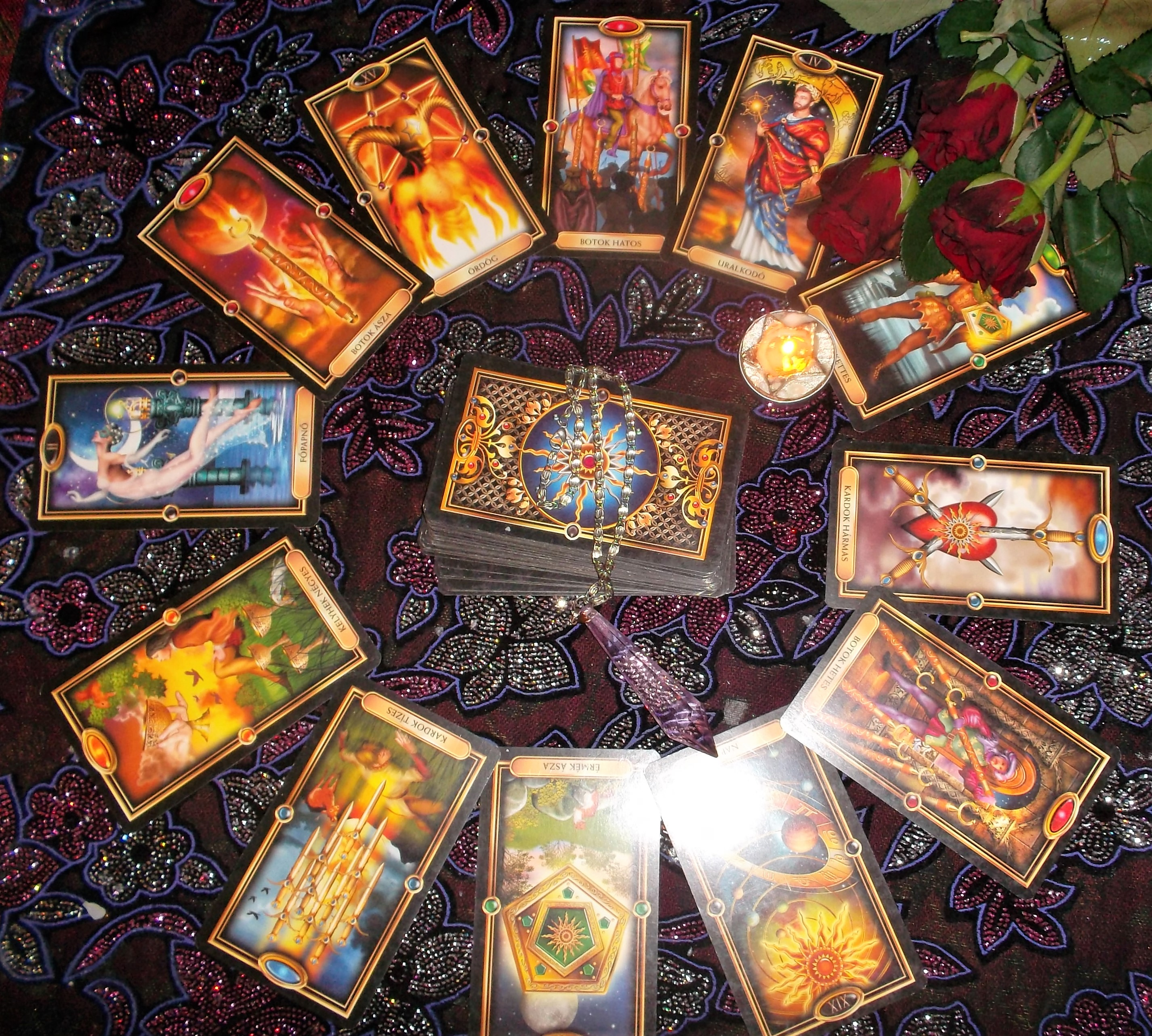
Tarot kártyavetés: A 12 életterület, asztroalapok; Gilded-tarot

- Pro és kontra
- Napi jóslat
- Éves jóslat
- Belső gátak tudatosítása

### Átfogó jellegű kirakások
- Ankh kereszt
- Asztrológia kereszt
- A 12 Ház – Asztrológia, 12 életterület
- Álom elemzés
- Kapcsolatjáték
- Vakfolt
- Döntésjáték
- Főpapnő titka
- Kelta kereszt
- Kereszt
- Következő lépés
- Bolondjáték
- Partnerjáték
- Tervjáték
- Ajtó
- Út

Ezek közül a legegyszerűbb a Kereszt kirakás, ahol Nagy Árkánum 1-1 lapja segít eligazodni, hogy a jelen pillanatban mi a helyes cselekvési irány a kérdező számára, és mi az, amit inkább ajánlott elkerülni.
A tarotkártyát kétféleképpen használhatjuk az elemzésben:
- vagy egy meghatározott számú kártyalapot választunk ki,
- vagy az egész paklit felhasználjuk egy szigorúan szabályozott formula szerint, amelyben a kártyalap helyzete határozza meg a jóslatban betöltött szerepet.

A lehetséges változatok száma szinte végtelen. Ha csak a Nagy Arkánum lapjait használjuk, akkor is számtalan variációt kaphatunk.

### A kelta-kereszt

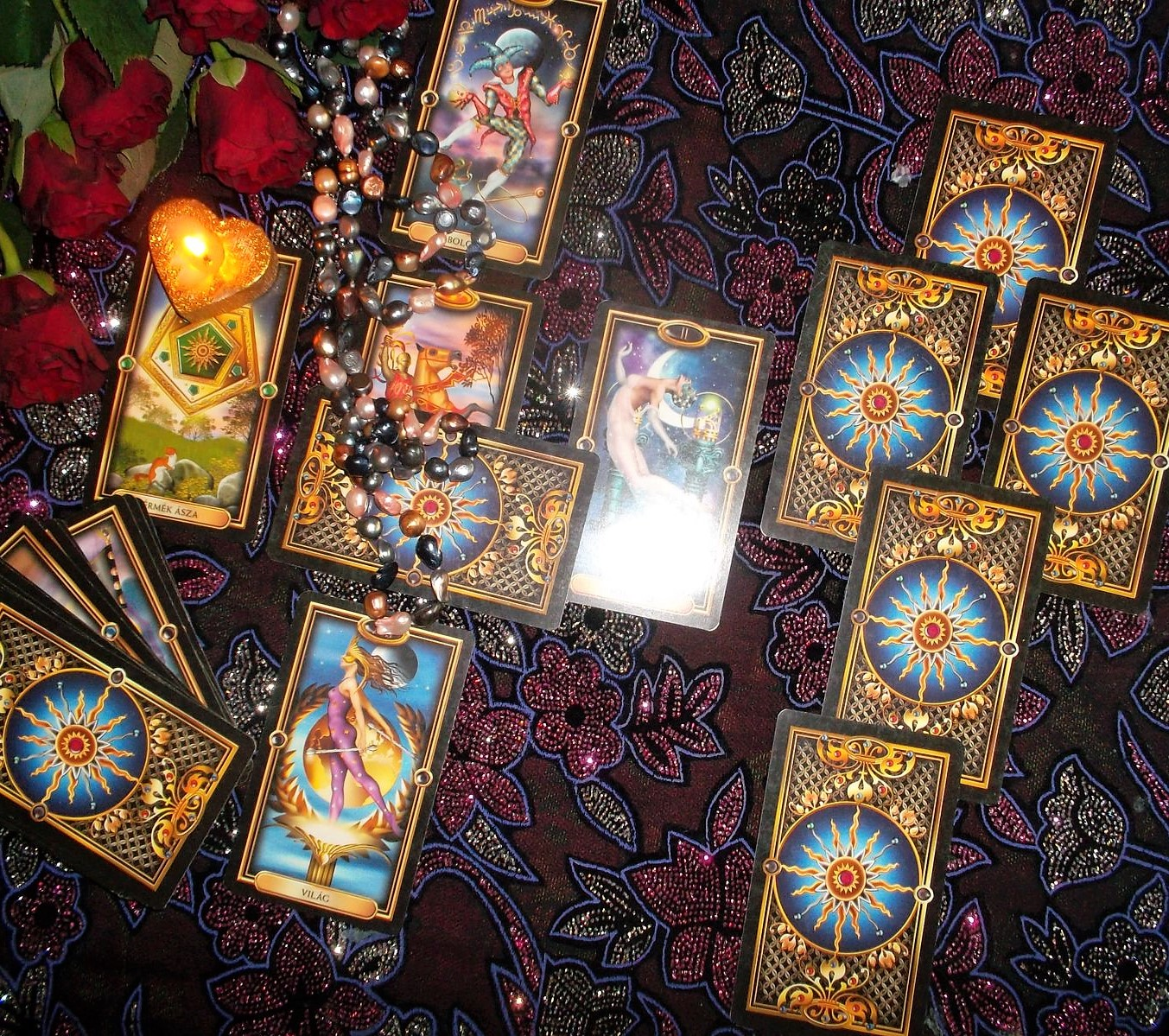
Tarot-kártyavetés: A Kelta kereszt 10 lappal; Gilded-tarot

A kelta kereszt, a kártya kirakásának az egyik legismertebb, legelterjedtebb módja. Annyira árnyalatosan világít rá az események környezeti, gondolati, érzelmi hátterére, a múlt, jelen jövő tükrében, hogy szinte minden kérdésfajtára választ kaphatunk általa.
A kirakás értelmezése:
- 1. lap a kiindulási helyeztet, állapotot mutatja meg, amiről valójában szó van.
- 2. lap megmutatja , hogy az eseményre jelenleg milyen energiák hatnak. Gyengítik, vagy erősítik a pozícióját.
- 3. lap megmutatja, hogy a kérdező hozzáállását tudati szinten Amit elfogad, amit lát, amit érez a témával kapcsolatban. (bizonyos kérdéseknél ez az ész, értelem útját is jelenti)
- 4. lap arra az energiákra utal, ami a gyökereit jelentik az adott kérdésnek, ami valójában a bölcsője, ahonnan láthatatlan módon kifejlődött (bizonyos kérdéseknél ezt tekinthetjük akár a szív útjának is).
- 5. lap a közelmúltra utal vissza, ami esetleg kihatással volt a kérdés feltevésére, utalhat a jelen eseményeire.
- 6. lap a jövő kronológiailag legközelebbi eseményeire utal.
- 7. lap a kérdező érzelmi viszonyát tükrözi a kérdésre (1. lap), és a rá ható energiára.(2. lap)
- 8. lap a külső eseményekre, személyekre, környezetre utal, ahogyan ez „láthatóan megjelenik” a világ számára. Párkapcsolati kérdésnél ez jelzi a másik személyt.
- 9. lap az érzelmekről árulkodik, a reményekről, félelmekről, melyeket a kérdező érez a eltett kérdés kapcsán. Értelmezésben nincs különösen nagyobb értelme, de mindenképpen információ hordoz a kérdezőt illetően.
- 10. lap a távoli jövőre utal, ahová ez út vezet, ami várható.

Ennél az esetnél a 6, 10. kártya utal csak a jövőre. pontosítja ezt az összes többi, ami magyarázattal, utalással szolgál a kérdés hátterére, környezetére.
Ahogyan értelmezzük, ahogyan haladunk a feltárással:
- 1. megnézzük az 5. lapot, ami megmutatja a múltat
- 2. értelmezzük a 9. lapot, ami információt ad, hogy a kérdező milyen reményekkel, félelmekkel indult.
- 3. ezután megnézzük a jelenlegi helyzetet (1. lap),
- 4. majd a rá ható másodlagos energiákat (2. lap)
- 5. majd ezt követ a 3. kártya, amivel feltárjuk, hogy miként gondolkodik, hogyan tudatosul mindez a kérdezőben.
- 6. megkeressük a kérdés gyökerét, ami az egészet éltet, ezt a 4. lap feltárásával végezzük. Amennyiben itt negatív lap bukkan fel, akkor egyértelmű, hogy ez gyengíti a többi pozitív lap erősségét.
- 7. megnézzük a 7. helyen lévő kártyát, amiből megtudhatjuk, hogy a kérdező hogyan viszonyul a témához.
- 8. feltárjuk a 8. helyen lévő kártyát is, hogy pontos képet kapjunk a környezet külső befolyásoló hatásáról.
- 9. értelmezzük a 6. helyen szereplő lapot, ami a közeljövőre utal
- 10. az utolsó, 10. lap feltárása adja meg a teljes kimenetelt, a távoli jövőt.

### A 12 Ház vetési mód
Ezt a vetési módozatot egyaránt lehet alkalmazni jelenlegi helyzet és jövőbeni állapot elemzésére. A jövőbeni állapotot érdemes meghatározott időre, például egy évre, vagy két évre nézni. Így, értelemszerűen ez a kirakási modell megfelelő módszer születésnapi illetve újévi jövendölésre is. A kártyalapokat kör alakzatban az óramutató járásával egyezően a következőképpen szokás kirakni: 12 óra, 6 óra, 3 óra, 9 óra, 1 óra, 4 óra, 7, 10, 2, 5, 8 és 11 óra. Az óraszámok a Házakat jelölik, vagyis egy-egy Ház egy-egy életterületet jelöl.
Kérdések, életterületek a Házakban:
- 1. Ház: Jellem, temperamentum, és életerő.
- 2. Ház: Anyagiak és pénzügyek.
- 3. Ház: Testvérekhez, rokonokhoz, szomszédokhoz való viszonyulás.
- 4. Ház: A családhoz, a származáshoz való viszonyulás.
- 5. Ház: Szerelem, érzelem, öröm és szórakozás. A vágyak megvalósítása felé irányuló cselekedetek.
- 6. Ház: Munka, munkahely, valamint egészségügy.
- 7. Ház: Házasság, házastárs, élettárs.
- 8. Ház: Sors, jelenlegi életfeladat, esetleg mások halála általi hatások.
- 9. Ház: Hit, világnézet és utazások.
- 10. Ház: Karrier és a társadalmi helyzet.
- 11. Ház: Barátok, jóakarók és a szabadság.
- 12. Ház: Titkok, titkos segítők és ellenlábasok.

Jó helyzetet jelent, amikor pozitív lapok mutatkoznak, ám amikor negatív értelmezésű lap jelenik meg, a tanácsadónak kötelessége kielemezni a helyzetet, illetve a maradék 66 kártyából utakat keresni és találni, melyek által a jelenlegi helyzetből fakadó negatív jövőkép elkerülhető. A Kérdezőnek a döntése és a felelőssége, hogy melyik útra lép. Egy negatív irányultságú lap esetén a Tanácsadó 1 új lapot húz és a negatív lap fölé (nem rá!) teszi azzal a kérdéssel, hogy mit tegyen a Kérdező. Még egy kártyalapot húz a tanácsadó, melyet a negatív laptól lejjebb helyez azzal a kérdéssel, hogy mit ne tegyen a Kérdező. Ennél a kérdésnél látható a Kérdező nem megfelelő hozzáállása az adott életterülethez. Végül még egy lapot húz a tanácsadó, mellyel lefedi a negatív lapot, miközben a következő kérdést teszi fel: most mi lesz az újabb végkifejlet ezen a területen? Ha pozitív irányultságú lett ez utóbbi, akkor minden rendben van, ám, ha ismét negatív irányultságú kártyalap került erre az életterületre, akkor a Kérdezőnek egy megfelelő terapeutát illetve terápiát érdemes javasolni a hitrendszerének megfelelően (Bach virágterápia, regresszió, hipnózis…stb).

## Fordítás
- Ez a szócikk részben vagy egészben  a   Tarot című angol Wikipédia-szócikk fordításán alapul.  Az eredeti cikk szerkesztőit annak laptörténete sorolja fel. Ez a jelzés csupán a megfogalmazás eredetét és a szerzői jogokat jelzi, nem szolgál a cikkben szereplő információk forrásmegjelöléseként.

## Külső hivatkozások

### Külföldi
- Tarot FAQ
- Tarotpedia Association for Tarot Studies

### Magyar
- Tarot útmutató
- http://tarotkucko.gportal.hu
- A TAROT bölcsességének magyar vonatkozásai
- A tarottal kapcsolatos legfontosabb elméletek rövid történelmi áttekintése
- Tarot Akadémia Tarot kártyák bemutatása leírással
- tarot.lap.hu
- Ludvig tarot kártya (78 lap)
- Lótuszvirág Pagoda 17-féle Tarot kártyapakli bemutatása
- Tarot Tarot elemzés
- xalen-tarot[halott link] Tarot ezoterikus oldal
- xalen blog Tarot az életünk térképe
- Kazanlár Tarot, Dr. Kazanlár Áminollah Emil által festett tarot
- Jóslás.TV – Minden ami tarot
- Tarot kártyatípusok
- Tarot jóslás szimbolikus világa
- Tarot kártya húzás, értelmezés, belső gátak tudatosítása és útmutatás
- Tarot Galéria[halott link], Tarot típusok összes lapja